# Jean-Baptiste-René Robinet
Jean-Baptiste-René Robinet, född den 23 juni 1735 i Rennes, död där den 24 maj 1820, var en fransk naturfilosof. 
Robinet utgav sitt huvudarbete, De la nature, anonymt i Holland (1761) och återvände 1778 till Paris, där han blev kunglig censor. Vid revolutionen begav han sig till Rennes. Robinet var påverkad av Locke, Condillac och Leibniz och representerar en hylozoistisk ståndpunkt. I kunskapsteoretiskt hänseende är han sensualist. Tingens väsen är oss obekant, likaså Gud; vi känner endast fenomenen och kommer i vår erfarenhet inte åt kausaliteten. Livet är något ursprungligt och allmänt, och även materien består av organiska "frön".